# Crambus theseus
Crambus theseus là một loài bướm đêm trong họ Crambidae.